# Escola Central de Mulheres para Treinamento de Snipers
Escola Central de Mulheres para Treinamento de Snipers (em russo:  Центральная женская школа снайперской подготовки, transl. Tsentral'naya zhenskaya shkola snayperskoy podgotovki) foi uma escola militar soviética para treinar atiradores de elite femininos para o combate na Segunda Guerra Mundial, mais comumente referida como a Grande Guerra Patriótica pelas tropas soviéticas. Durante a guerra, a escola treinou 1.061 atiradores e 407 instrutores de atiradores. A escola rendeu vários franco-atiradores de grande sucesso que se tornaram veteranos condecorados, e dois graduados receberam postumamente o título de Heroína da União Soviética.

## História
A escola foi fundada em Veshnyaki, no Oblast de Moscou, após uma ordem emitida em 20 de março de 1942 pelo Comissariado de Defesa do Povo para estabelecer a escola. As alunas em potencial deveriam ter pelo menos 20 anos de idade, estar fisicamente aptas, se formar em pelo menos sete de suas turmas do ensino médio e passar no programa Vsevobuch inicial de 4 dias. Depois de um desfile e juramento, a escola foi inaugurada oficialmente no dia 3 de maio.
Em fevereiro de 1943, as alunas da escola doaram 69.260 rublos de suas economias combinadas para dar início à fabricação de fuzis. Nesse mesmo mês, um campo de prática de tiro foi inaugurado em Kosino. Em maio, a escola tornou-se oficialmente a Escola Central de Mulheres para Treinamento de Snipers. Em 25 de junho, a escola recebeu ordens de formar dois batalhões e uma unidade de instrutores de atiradores depois que 50 graduados foram enviados para a Frente Kalinin e outros 54 para a Frente Noroeste entre o primeiro lote de cadetes. Em julho, um segundo grupo de cadetes fez seu juramento militar e começou seu treinamento. Os cadetes que passaram no exame da Escola Superior de Comando Militar de Moscou, além de se formarem, alcançaram o posto de tenente júnior (Mла́дший лейтена́нт / Mládshiy leytenánt). Da turma de formandas de março de 1944, 150 foram enviadas para a Frente Noroeste, 75 para a 2ª Frente Báltica, 200 para a Frente Ocidental, 75 para a 1ª Frente Báltica e 85 para a 1ª Frente Bielorrussa.
Em maio de 1944, o terceiro lote de cadetes prestou juramento e começou a treinar. Em 25 de novembro de 1944, 559 das mulheres deixaram a academia para o serviço ativo antes que o restante das 411 alunas restantes de sua turma de graduação fossem enviadas para a frente de batalha em fevereiro. Essas estudantes incluíram 95 enviados para a 1ª Frente Bielorrussa, 87 enviados para a 2ª Frente Bielorrussa, 110 enviados para a 1ª Frente Ucraniana e 119 foram enviados para a 4ª Frente Ucraniana.
A escola foi dissolvida de 15 de março a 10 de maio de 1945, enquanto o pessoal foi transferido para a Escola Superior de Comando Militar de Moscou.

## Graduadas notáveis
- Heroína da União Soviética Aliya Moldagulova † – ~30 abates.[3]
- Heroína da União Soviética Tatyana Baramzina † – 36 abates.[4]
- Olga Bordashevskaya – ~108 abates.[5]
- Nina Lobkovskaya – 89 abates.[6]
- Aleksandra Vinogradova – 82 abates.[7]
- Alexandra Shlyakhova † – 69 abates.[8]
- Rosa Shanina † – 59 abates.[9]